# Dave Pear
David Pear (* 1. Juni 1953 in Vancouver, Washington) ist ein ehemaliger NFL American Football Spieler. Im NFL Expansion Draft von 1976 war er einer von 39 Spielern, den sich die neugegründeten Tampa Bay Buccaneers von einem der anderen 26-NFL-Mannschaften aussuchten. Er war der erste Spieler der Buccaneers, der für den Pro Bowl (das All-Star-Spiel der NFL) nominiert wurde. Am 21. Januar 1981 gewann er mit den Oakland Raiders den Super Bowl XV. Dies war zugleich das letzte Spiel seiner Karriere.
Pear erlitt in seiner Karriere zahlreiche Verletzungen, in deren Folge er sich vielen Operationen an der Wirbelsäule und Hüfte unterziehen musste. Auch wurden bei ihm Gehirnschäden diagnostiziert, die mutmaßlich durch wiederholte nicht vollständig auskurierte Kopfverletzungen verursacht wurden. Pear leidet unter Schwindel, Gedächtnisproblemen, Seh- und Sprachstörungen. Seitdem setzt er sich gegen die NFL ein.